# Астероїд типу E
Спектральний клас E — це клас астероїдів, куди входять об'єкти, поверхня яких містить в своєму складі такі мінерали, як енстатит і може мати схожість з ахондритами. Вони складають досить велику частку астероїдів у внутрішній частині поясу, але у зовнішній частині поясу стають дуже рідкісні. Є, однак, і такі, які зустрічаються досить далеко від внутрішньої зони пояса астероїдів, наприклад, (64) Ангеліна. Передбачається, що вони є залишками зовнішніх шарів більш великого астероїда.
Астероїди заданого спектрального класу мають найвищі значення альбедо: їхня поверхня може відображати до 50% падаючого на них сонячного світла, причому відбите світло має злегка червонуватий відтінок, без конкретних ліній поглинання в спектрі. Такі ж спектральні характеристики має мінерал енстатит (це високотемпературний різновид піроксену) або інші силікати, що містять залізо у вільному (НЕ окисленому) стані, які, отже, можуть входити до складу астероїдів E-класу.
Імовірно ці астероїди є фрагменти зовнішніх оболонок батьківських тіл. Вони були схильні до найбільш інтенсивної теплової і ударної переробки. Підтвердженням цього, ймовірно, може бути той факт, що максимум розподілу астероїдів даного класу перебуває поблизу внутрішнього кордону головного поясу. За розмірами вони вкрай невеликі. Тільки три представники цього класу досягають в поперечнику 50 км, решта не перевищують в діаметрі навіть 25 км.

## Підкласи
За даними останніх досліджень астероїди класу E були додатково розділені на 3 підкласи:
- підклас E (I) - сімейства Угорщини, названі так на честь однойменного астероїда ((434) Угорщина)
- підклас E (II) - Ангеліни, з сильними спектральними лініями поглинання на довжині хвилі 0,5 мкм і 0,92 мкм
- підклас E (III) - Ніси, спостерігаються слабкі лінії поглинання на довжині хвилі 0,9 мкм.

## Дослідження

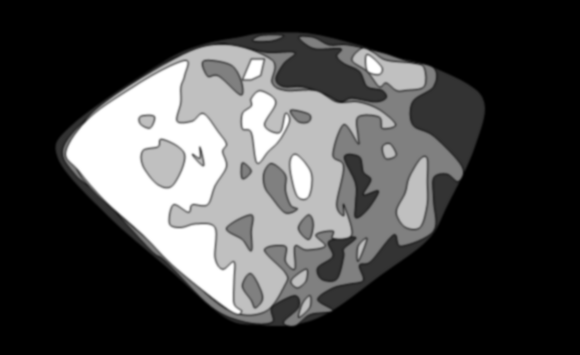
(2867) Штейнс — типовий астероїд класу Е

5 жовтня 2008 року КА Розетта європейського космічного агентства пролетів повз астероїда (2867) Штейнс. Передані з апарата спектральні дані підтвердили, що в складі астероїда практично відсутнє залізо. В основному він складається з багатих на магній мінералів, таких як енстатит, піроксен, форстерит і польовий шпат.

## Приклади астероїдів класу E
- (44) Ніса
- (64) Ангеліна
- (2867) Штейнс
- (434) Угорщина